# ふうちょう座ガンマ星
ふうちょう座γ星（英語: Gamma Apodis）は南天の星座ふうちょう座にある4等級の恒星である。

## 特徴
年周視差の値から、地球からの距離は150光年（46パーセク）と推定されている。肉眼での見かけの明るさは3.854等級。スペクトル分類ではG8III型に分類されており、これはふうちょう座γ星が恒星の進化において晩期である巨星の段階に進化していることを意味している。ふうちょう座γ星は約1.607×1030 erg/s-1の光度を持つ活動的なX線源であり、地球から50パーセク（163光年）の範囲内にある最も強力なX線を放射している100個の恒星のうちの1つとされる。
1988年にAbia Carlosらが公表した論文ではふうちょう座γ星は分光連星とされている。

## 名称
中国では、ふうちょう座γ星はα星、β星、ζ星、ι星、δ1星、η星、ε星、そしてはちぶんぎδ星と共に異雀（Yì Què）という星官を構成しており、γ星はその4番目の恒星とされるため、異雀四と表記される。